# Gégény
Gégény is een plaats (község) en gemeente in het Hongaarse comitaat Szabolcs-Szatmár-Bereg. Gégény telt 2105 inwoners (2001).